# Juan Félix Sánchez
Juan Félix Sánchez Sánchez (San Rafael de Mucuchíes, Venezuela, 16 de maio de 1900 - Mérida, Venezuela, 18 de abril de 1997) foi um artista, arquiteto, juiz, político e escritor Venezuelano. Foi um artista eclético e expressou seu talento em vários campos, e foi, entre outras coisas, um tecelão especialista e arquiteto autodidata.
Nasceu em San Rafael de Mucuchíes, em uma família nativa local, seus pais eram Benigno Sánchez e Vicente Sanchez. Em seus primeiros anos, ele estudou o primário e, em seguida, se dedicou à agricultura e ao desenho de objetos. Nunca deixou sua aldeia e nunca consegui encontrar a tecnologia.
Suas únicas viagens foram para as cidades de Maracaibo, Cumaná e Caracas, em Mucuchíes foi eleito para alguns cargos municipais. Ao passar alguns anos, conheceu Epifania Gil, que concordou em ser sua companheira. Mas depois que ele se dedicou a viver em Tisure (nas montanhas, seis horas de distância da cidade de Mucuchachi) onde com a ajuda de Epifania construiu uma capela de pedra (sem cimento) dedicada à Nossa Senhora de Coromoto, denominada "El bohío", que então se repete em Mucuchíes.
Na década de 1980, ele foi tema de um curta-metragem concebido para "reconhecer e descobrir a terra, a beleza e o povo da Venezuela", que recebeu vários prêmios.
Faleceu em 18 de abril de 1997, aos 96 anos, foi enterrado na Capela de San Rafael de Mucuchíes, junto com Epifania Gil.

## Galeria

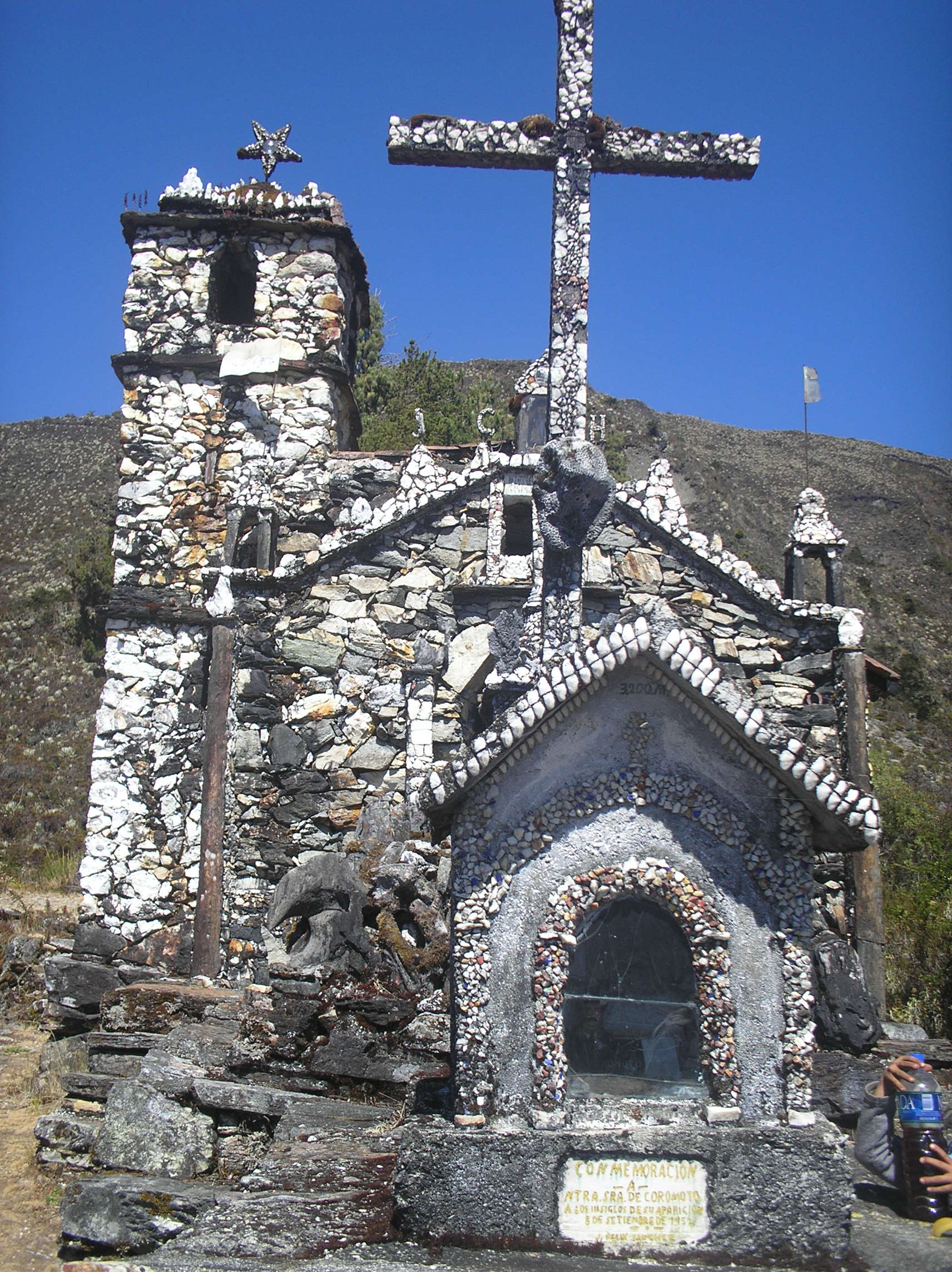
Capilla del Tisure, construída por Juan Félix y Epifania Gil, vista desde el frente
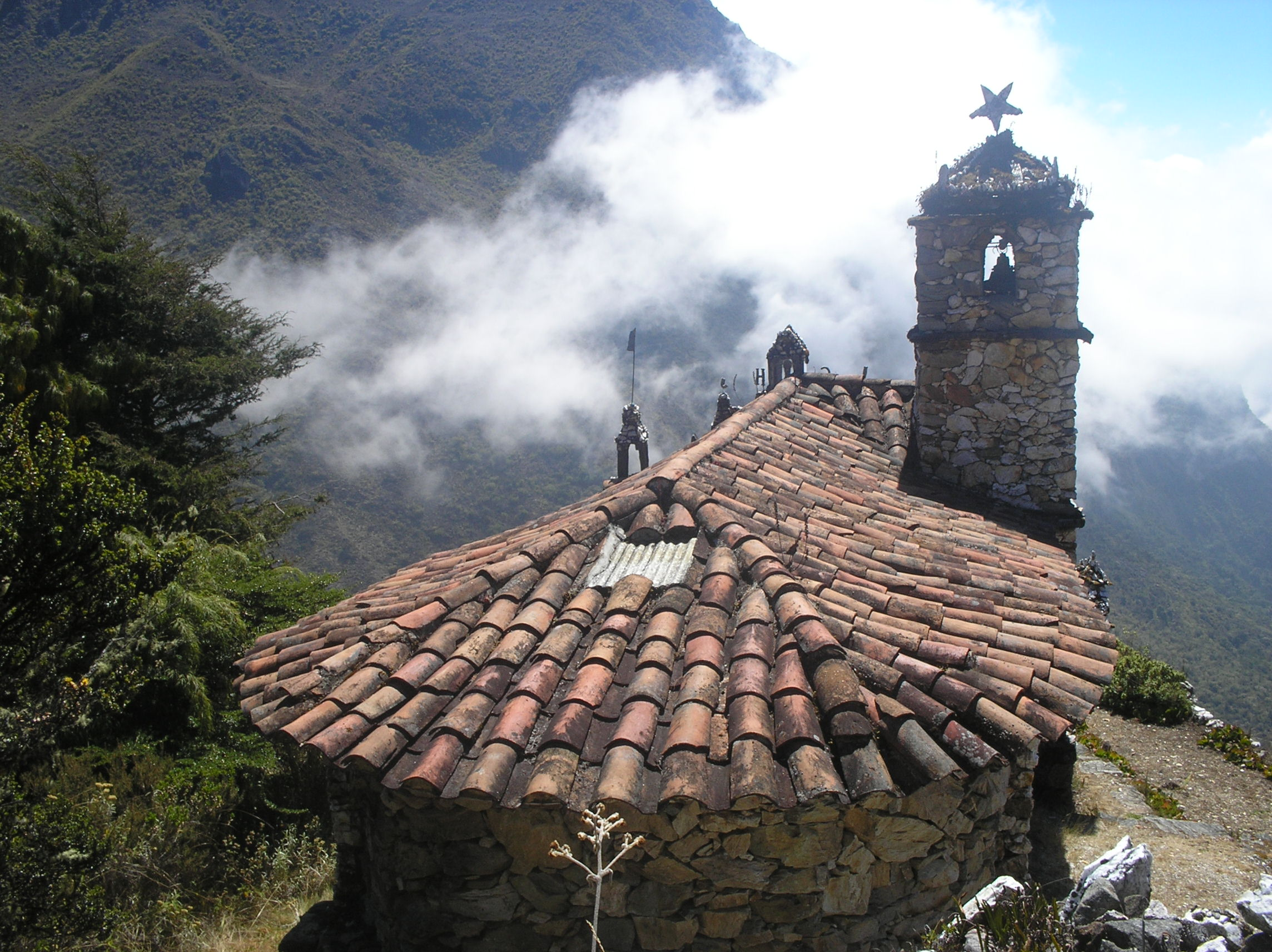
Capilla del Tisure, vista desde atrás.
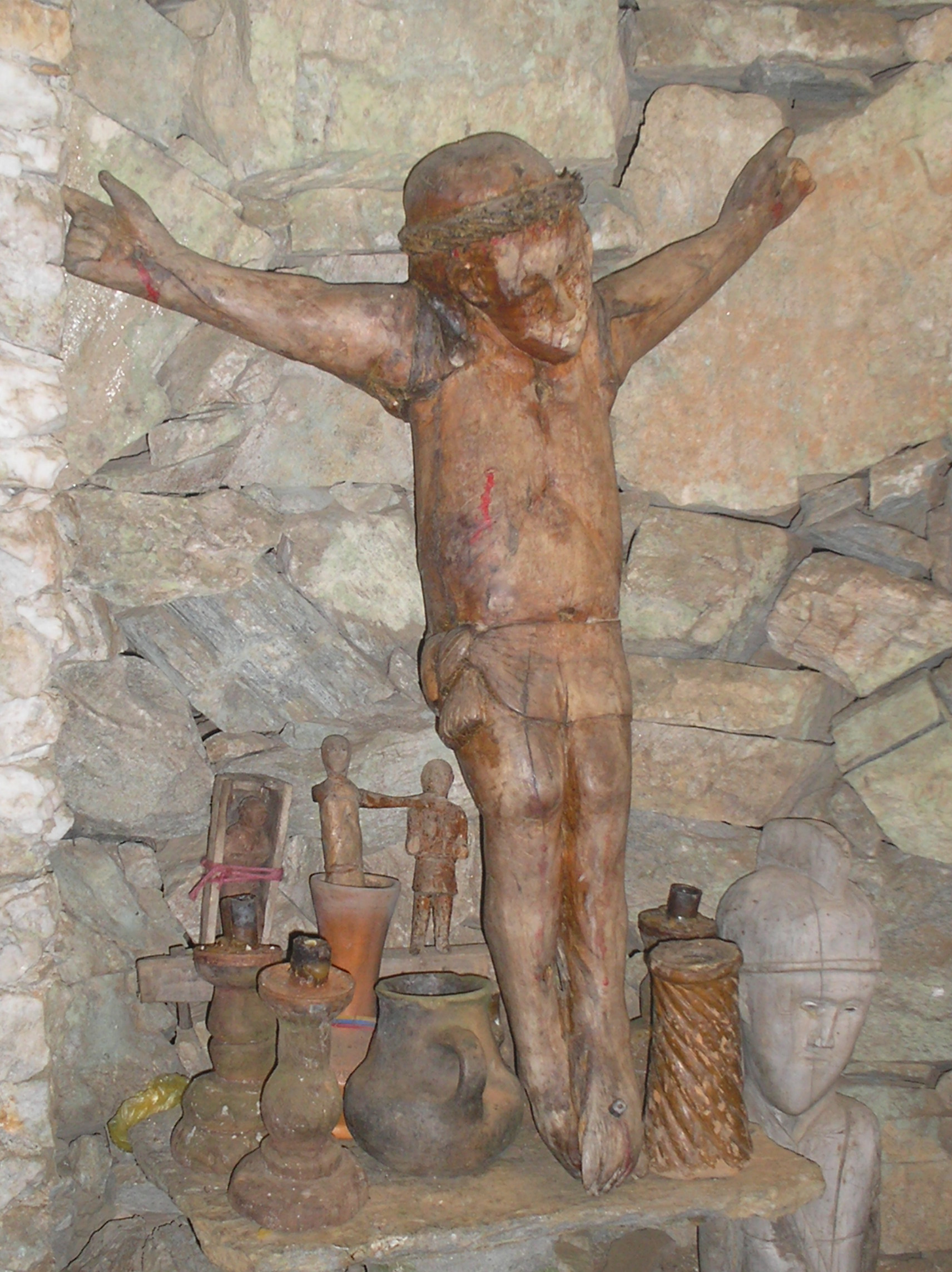
Esculptura em madeira, de Cristo, por Juan Félix.